# Regione di Lôh-Djiboua
La regione di Lôh-Djiboua è una delle 31 regioni della Costa d'Avorio. Situata nel distretto di Gôh-Djiboua, ha per capoluogo la città di Divo ed è suddivisa in tre dipartimenti: Divo, Guitry e Lakota.
La popolazione censita nel 2014 era pari a 729.169 abitanti.